# Palnik

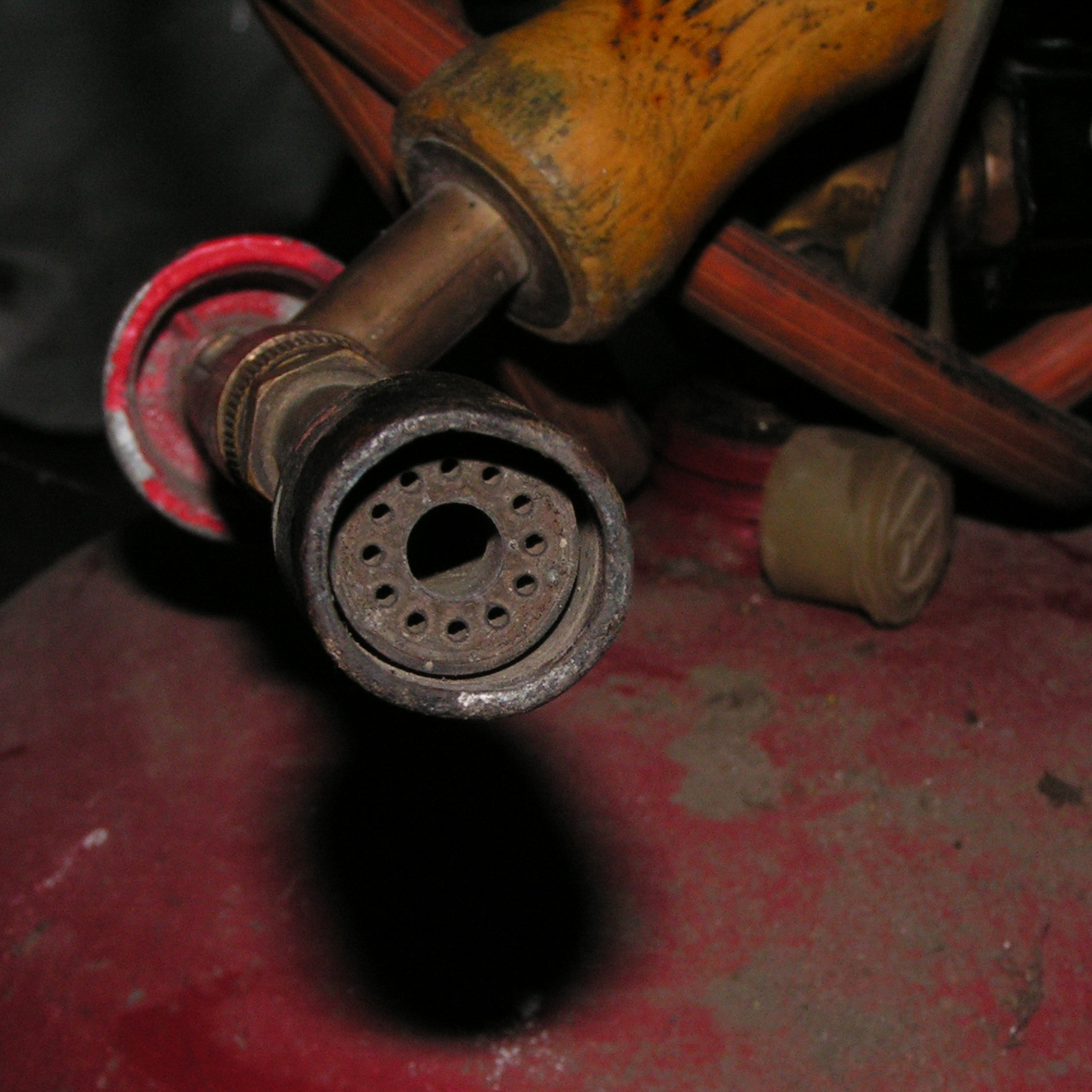
Dysza palnika Bunsena

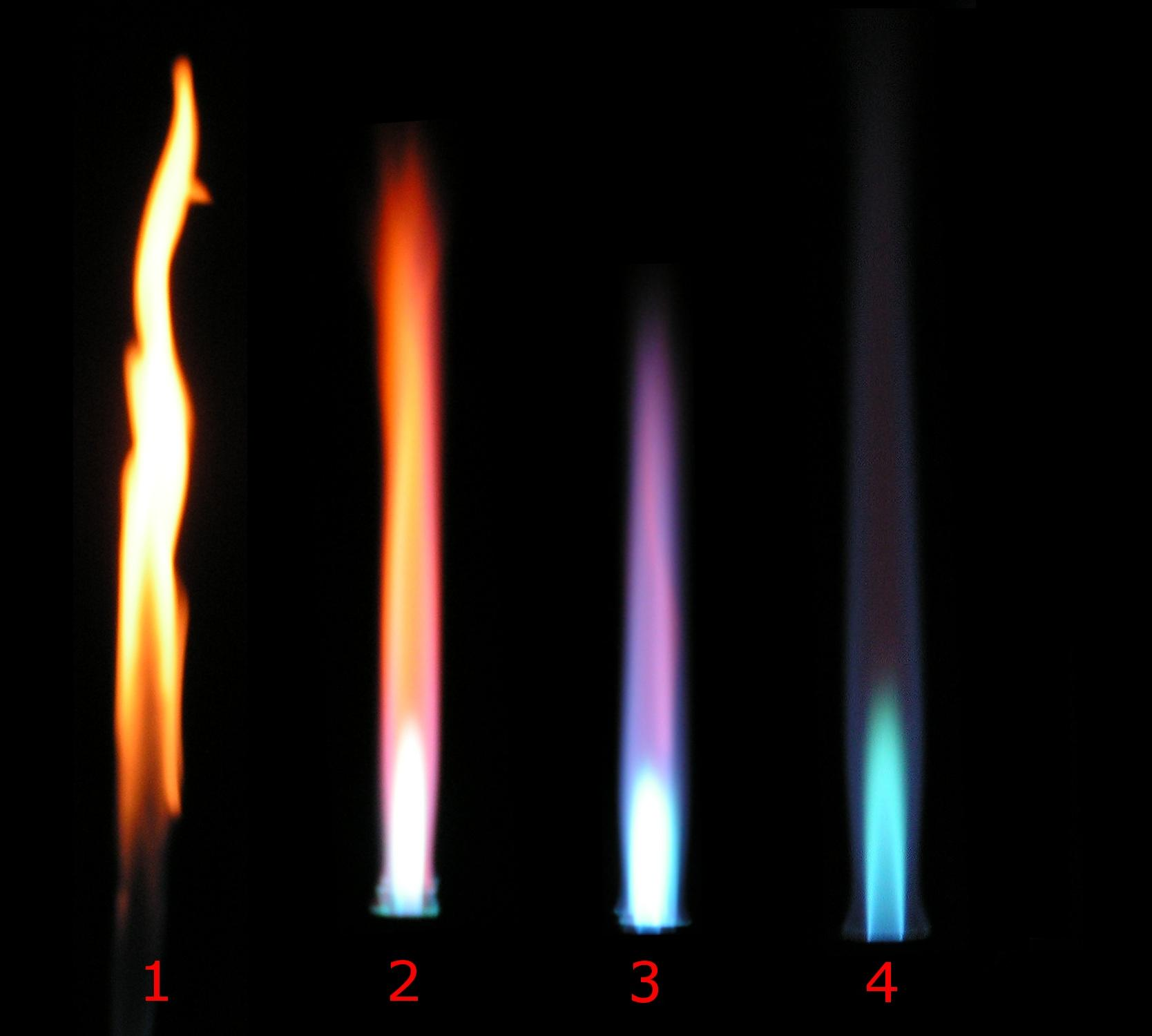
Różne kolory i kształty płomienia palnika Bunsena

Palnik jest urządzeniem technicznym, przeznaczonym do wytwarzania wysokich temperatur poprzez spalanie gazu, względnie innego paliwa. 
Paliwo jest mieszane przed lub wewnątrz dyszy, która służy do odpowiedniego ukierunkowania mieszanki zasilającej. Spalanie następuje w otaczającym powietrzu (np. palnik Bunsena) lub czystym tlenie (np. palnik acetylenowo-tlenowy).
Najczęściej palnik zasilany jest paliwem o podwyższonym ciśnieniu. Ma to na celu:
- zapobieżenie cofania się płomienia palnika do źródła zasilania

- zwiększenie ilości paliwa dostarczanego do strefy spalania przy zmniejszonej objętości pojemnika, a tym samym zwiększenie temperatury spalin i zwiększenie ergonomii używania palnika.

Maksymalna temperatura płomienia występuje w pewnej odległości od dyszy. W miejscu styku jaśniejszego płomienia a ciemniejszego. Na dolnym rysunku widać jak zmienia się kształt i kolor płomienia w palniku Bunsena w zależności od stosunku paliwa do powietrza. Najwyższą temperaturę ma płomień o kolorze jasnoniebieskim (płomień nr 4).
Palniki są szeroko stosowane w gospodarstwie domowym, m.in. w kuchenkach gazowych i urządzeniach do karmelizacji cukru), w chemii czy mikrobiologii do ogrzewania probówek i preparatów oraz w technice do lutowania, spawania, cięcia metali.